# 第11次西成暴動
第11次西成暴動（だい11じにしなりぼうどう）とは、1971年（昭和46年）6月に大阪府大阪市西成区のあいりん地区（通称釜ヶ崎）で発生した日雇い労働者による暴動事件。「第11次釜ヶ崎暴動」ともいう。

## 事件の発端
1971年6月13日午後8時頃、あいりん地区内の簡易宿所で管理人と日雇い労働者との間でトラブルが発生し、管理人が日雇い労働者を殴る事件が発生した。西成警察署はその管理人を傷害で逮捕したが、他の日雇い労働者が「えげつない扱いをした」と簡易宿所を取り囲み騒ぎ出した。
なお、この暴動の発端となった管理人は、前年11月に神奈川県川崎市の劇場から売上金を持ち逃げして指名手配されていた男であることが後に判明した。

## 事件の概要
午後11時頃になると、日雇い労働者は1,000人にも膨れ上がり、暴動の発端となった簡易宿所に乱入して台所を破壊した。
6月14日の夜は、夜勤の求人がゼロであったことから、不満を抱く日雇い労働者が火付け役となり、あいりん地区各所で投石や略奪などの騒ぎを起こした。中には通天閣のある新世界にまで進出して投石する者までいた。
その後も暴動は続き、特に6月17日はパチンコ店と日雇い労働者との間でトラブルが発生したことから、騒ぎが大きくなった。しかし、この日を最後に暴動は沈静化することになった。